# Loren Fletcher

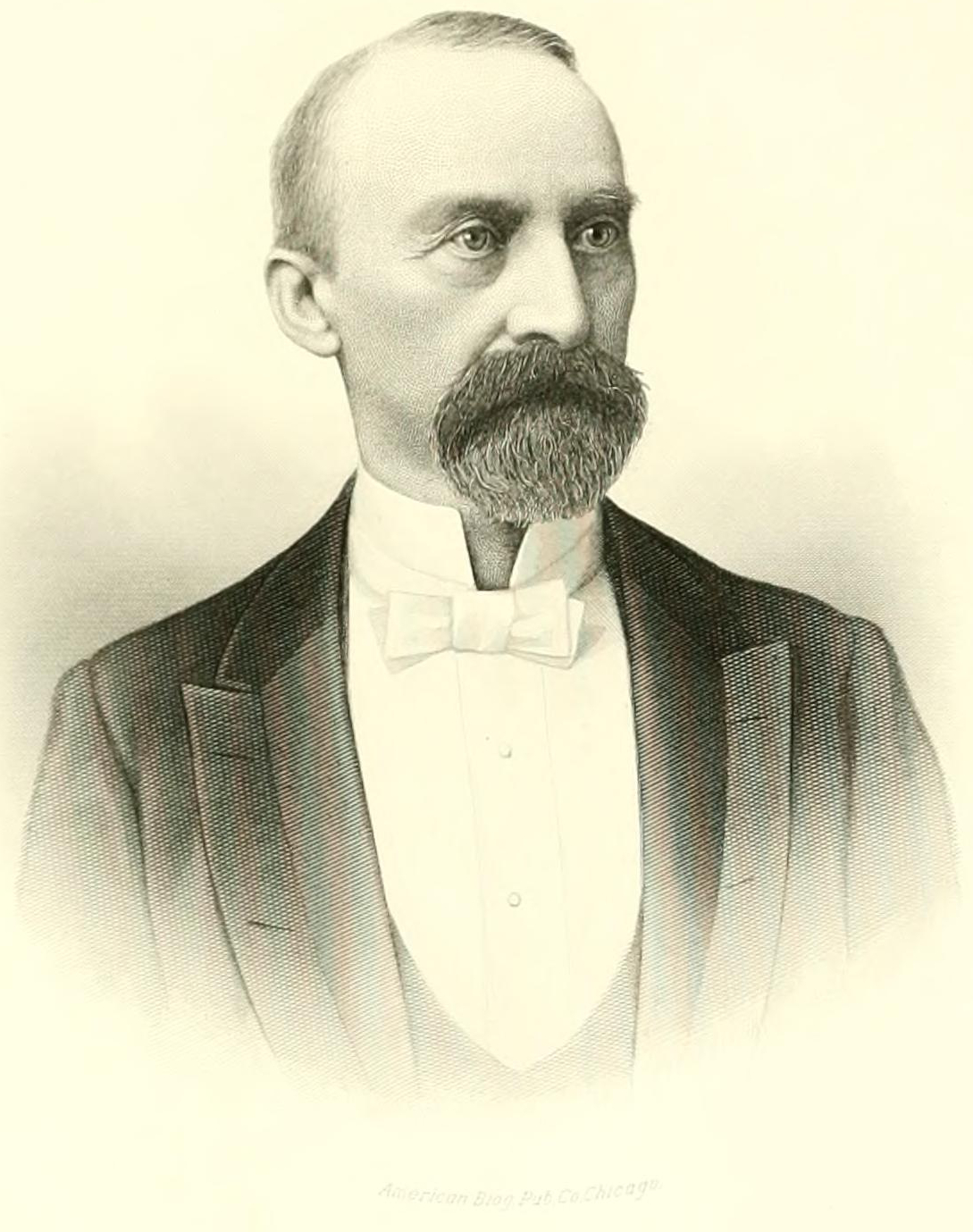
Loren Fletcher

Loren Fletcher (* 10. April 1833 in Mount Vernon, Maine; † 15. April 1919 in Atlanta, Georgia) war ein US-amerikanischer Politiker. Zwischen 1893 und 1907 vertrat er zweimal den Bundesstaat Minnesota im US-Repräsentantenhaus.

## Werdegang
Loren Fletcher besuchte die öffentlichen Schulen seiner Heimat und das Maine Wesleyan Seminary in Kents Hill (Readfield). Im Jahr 1853 zog er nach Bangor. Dort arbeitete er als Steinmetz und als Ladenangestellter. Zeitweise war er auch bei einer Holzverarbeitungsfirma angestellt. 1856 zog Fletcher nach Minneapolis in Minnesota weiter. Dort wurde er vor allem im Holzhandel tätig. Nach der im Jahr 1864 erfolgten Gründung der dortigen First National Bank wurde er Vorstandsmitglied dieses Geldinstitutes.
Politisch war Fletcher Mitglied der Republikanischen Partei. Zwischen 1872 und 1886 saß er als Abgeordneter im Repräsentantenhaus von Minnesota; ab 1880 war er als Nachfolger von Charles A. Gilman dessen Speaker. Bei den Kongresswahlen des Jahres 1892 wurde er im fünften Wahlbezirk von Minnesota in das US-Repräsentantenhaus in Washington, D.C. gewählt, wo er am 4. März 1893 die Nachfolge von Kittel Halvorson antrat. Nach vier Wiederwahlen konnte er bis zum 3. März 1903 fünf zusammenhängende Legislaturperioden im Kongress absolvieren. In diese Zeit fiel unter anderem der Spanisch-Amerikanische Krieg von 1898. Von 1901 bis 1903 war Fletcher Vorsitzender des Ausschusses zur Überwachung der Ausgaben für staatliche Liegenschaften.
Bei den Wahlen des Jahres 1902 unterlag Loren Fletcher dem Demokraten John Lind. Bei den nächsten Wahlen im Jahr 1904 gelang es Fletcher aber, seinen Sitz im US-Repräsentantenhaus zurückzugewinnen. Dort absolvierte er zwischen dem 4. März 1905 und dem 3. März 1907 eine weitere Legislaturperiode. Im Jahr 1906 verzichtete er auf eine weitere Kandidatur. Nach dem Ende seiner Zeit im Kongress zog sich Fletcher aus der Politik und dem Geschäftsleben zurück. Die folgenden Jahre bis zu seinem Tod im April 1919 in Atlanta verbrachte er im Ruhestand.